# Касавин, Грег
Грег Касавин (англ. Greg Kasavin; род. 1977) — американский журналист и разработчик компьютерных игр.

## Биография
Родился 21 августа 1977 года в Москве. Cемья эмигрировала в США, когда ему было два с половиной года.
Учился в Калифорнийском университете в Беркли.
Работал в журнале Newtype Gaming Magazine, также управлял небольшим веб-сайтом под названием Arcadia Magazine, на котором просматривались видеоигры и фильмы о поп-культуре, что в конечном итоге привело к его стажировке в компании GameSpot. Стал работать в GameSpot с ноября 1996 года. 3 января 2007 года GameSpot объявил об уходе Касавина с поста главного редактора.
После этого Грегори Касавин работал в студии корпорации Electronic Arts в Лос-Анджелесе в качестве ассоциированного продюсера PC-версий Command & Conquer 3: Tiberium Wars, а также в качестве продюсера Command & Conquer: Red Alert 3 и его дополнения Command & Conquer: Red Alert 3 — Uprising. Во время работы в Electronic Arts Касавин вел программу Command School, которая была частью Command & Conquer TV, помогавшей игрокам научиться играть в игры серии Command & Conquer. Позже он занял должность в компании 2K Games, работая продюсером-издателем компьютерной игры Spec Ops: The Line.
В настоящее время Грег Касавин работает в Supergiant Games, был сценаристом и креативным директором игр Bastion, Transistor, Pyre и Hades.